# کی‌تک‌لب

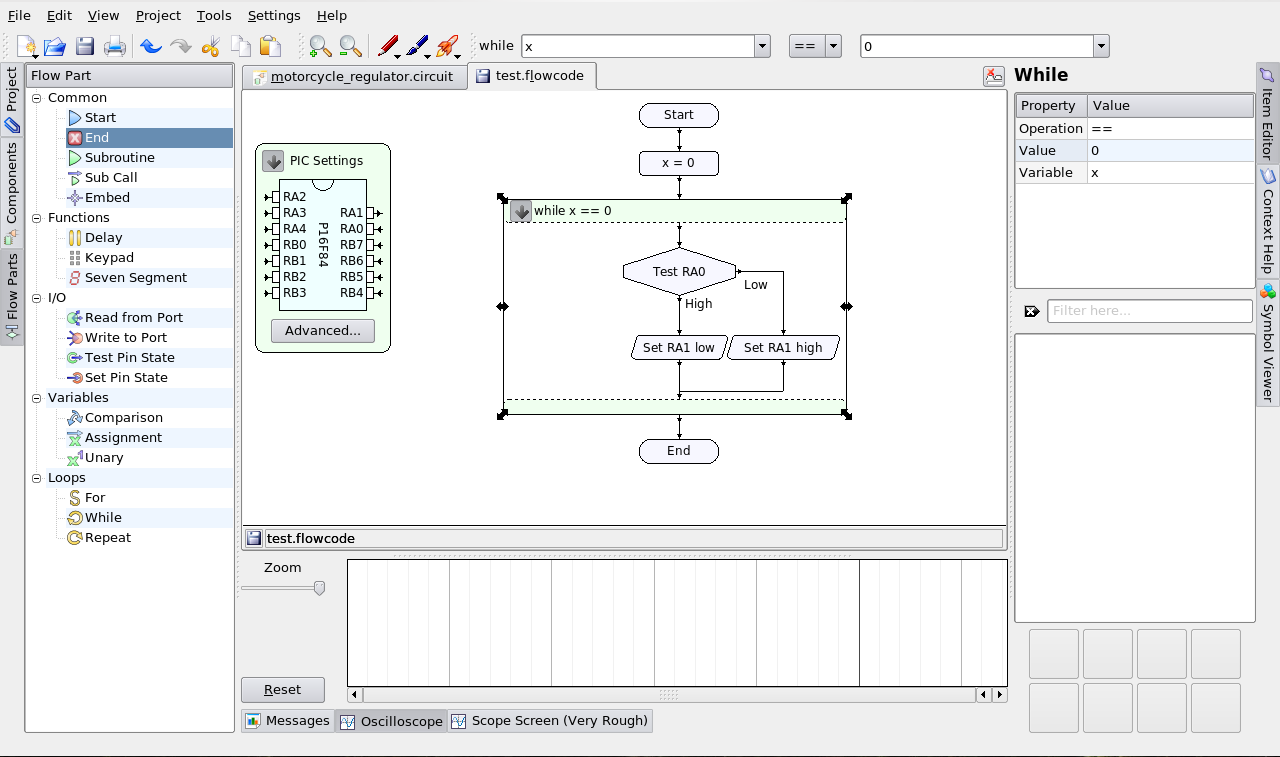
KTechlab از برنامه‌نویسی میکروکنترولر با flowcode که یک زبان برنامه‌نویسی گرافیکی مبتنی بر فلوچارت است، پشتیبانی می‌کند.

کی‌تک‌لب (به انگلیسی: KTechlab) یک محیط یکپارچه توسعه نرم‌افزاری متن باز طراحی مدار و شبیه‌سازی برای الکترونیک و میکروکنترولرهای پی‌آی‌سی است که دارای قابلیت مسیریابی خودکار و شبیه‌ساز برای قطعه‌های رایج الکترونیک و مدارهای منطقی است.
نسخه 0.3.7 Ktechlab در تاریخ ۱۱ مارس ۲۰۰۹ تحت مجوز پروانه عمومی همگانی گنو منتشر شده است. هم‌اکنون این نرم‌افزار بخشی از پروژه کی‌دی‌ئی می‌باشد.

## تاریخچه
کی‌تک‌لب توسط دیوید ساکستون تا سال ۲۰۰۷ توسعه یافت. طراحی ایده‌ها و بسیاری از کدهای موجود را او توسعه داده است. همچین نسخه‌های قبلی تا نسخه ۰٫۳٫۶ را او منشتر کرده بود.
زمانی که دیوید ساکستون دریافت که بیش از این نمی‌تواند توسعه نرم‌افزار را ادامه دهد، انتشار نسخه 0.3.7 Ktechlab تا زمانی که یولیان باومه، جیسون لوکاس، زولتان پادرا، آلن گریمز و چند نفر دیگر، کار او را با اضافه کردن قطعات بیشتر و رفع بعضی اشکالات ادامه دادند، متوقف شد.
کار بر روی کی‌تک‌لب با هدف فعلی منتشر ساختن بر اساس کیوت ۴ ادامه دارد.